# 朝鲜体育

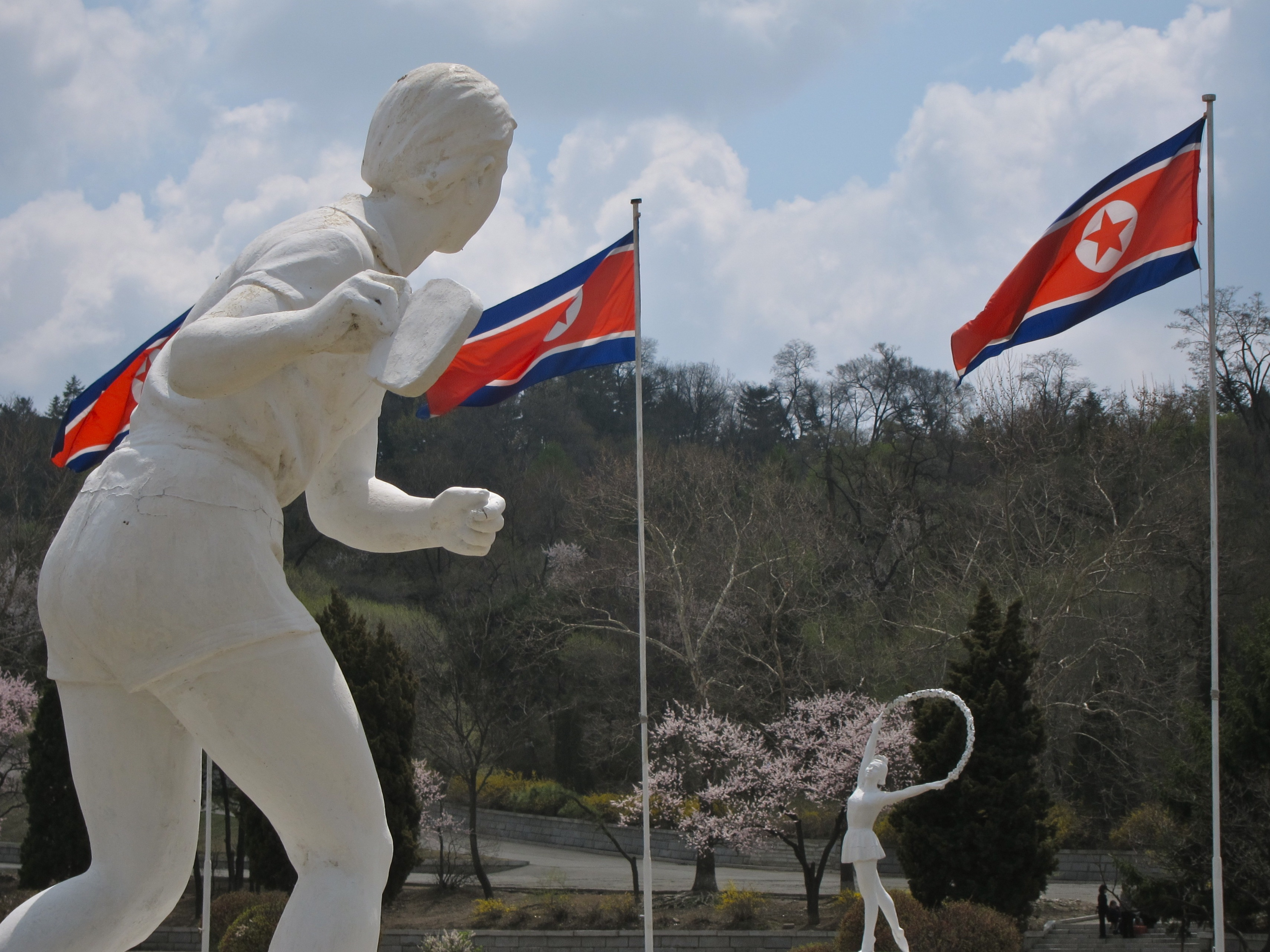
金日成競技場的乒乓球运动员雕像

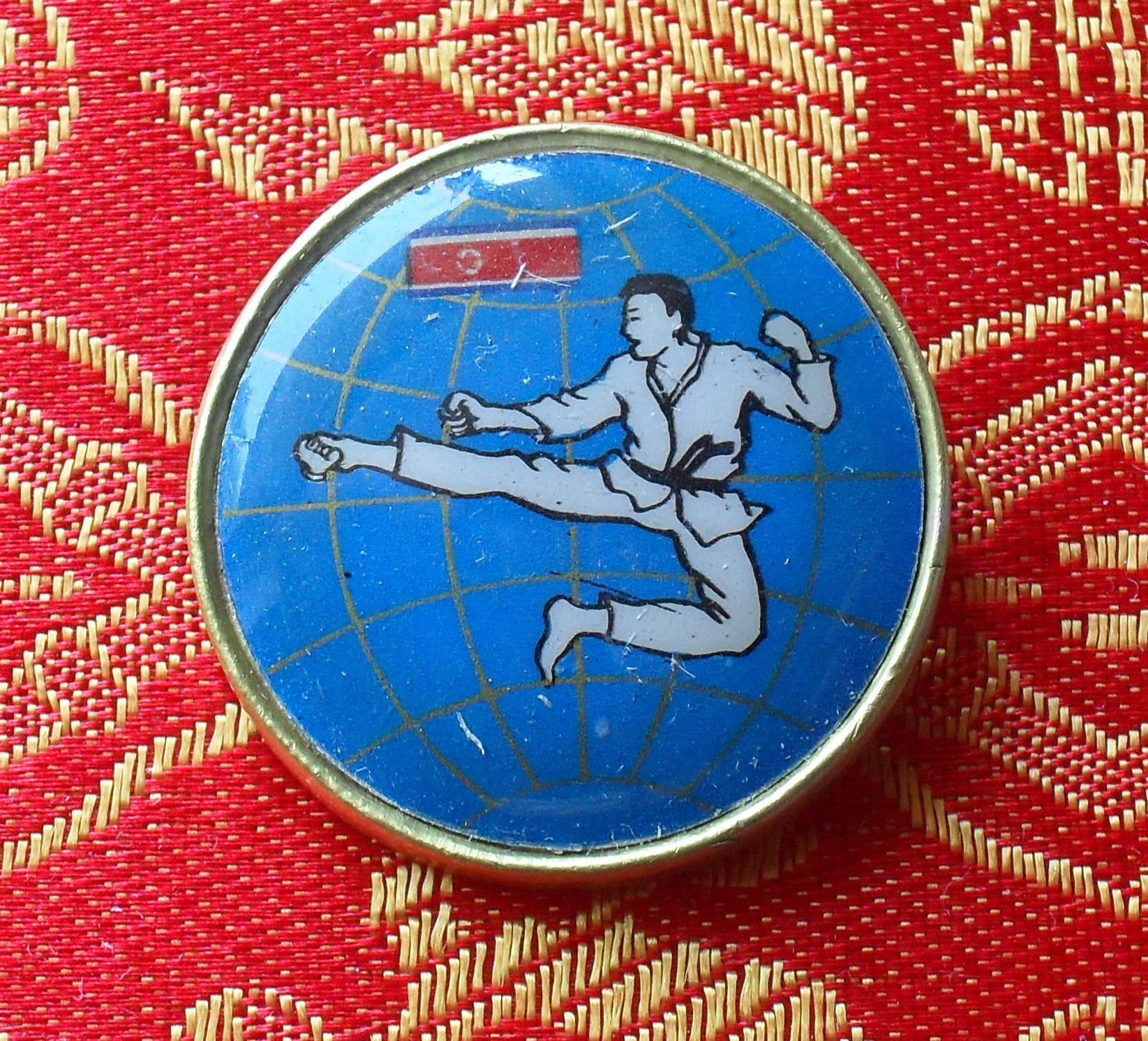
朝鲜跆拳道胸针

因南北关系紧张，朝鲜一度难以参与国际赛事。在1990年代前，朝鲜每年会举行十四场小规模国际竞赛。但1990年代初之后，只有“白头山奖国际花样滑冰节”得到保留。但自2000年代以来，朝鲜参与并举办了更多的国际比赛。
但朝鲜在近年来与体育厂家的合作有所改善。自2000年代初以来，朝鲜运动员开始公开使用带外国品牌商标的运动装备。2017年，朝鲜向多个国际体育协会抱怨美国对其实施的制裁阻止该国通过正常渠道购买专业运动器材。

## 赛跑
朝鲜参与马拉松赛事的历史可以追溯到1975年，当时崔昌燮在捷克斯洛伐克的科希策和平马拉松比赛中获胜。平壤马拉松自1981年以来一直在4月举行，但也有数年未有举办。朝鲜在国际比赛中的女子马拉松比赛中表现出色。鄭成玉在1999年的塞维利亚世界田径锦标赛女子马拉松比赛中获得了朝鲜历史上唯一一枚在重大赛事中取得的金牌。 

## 足球

### 2010年世界杯

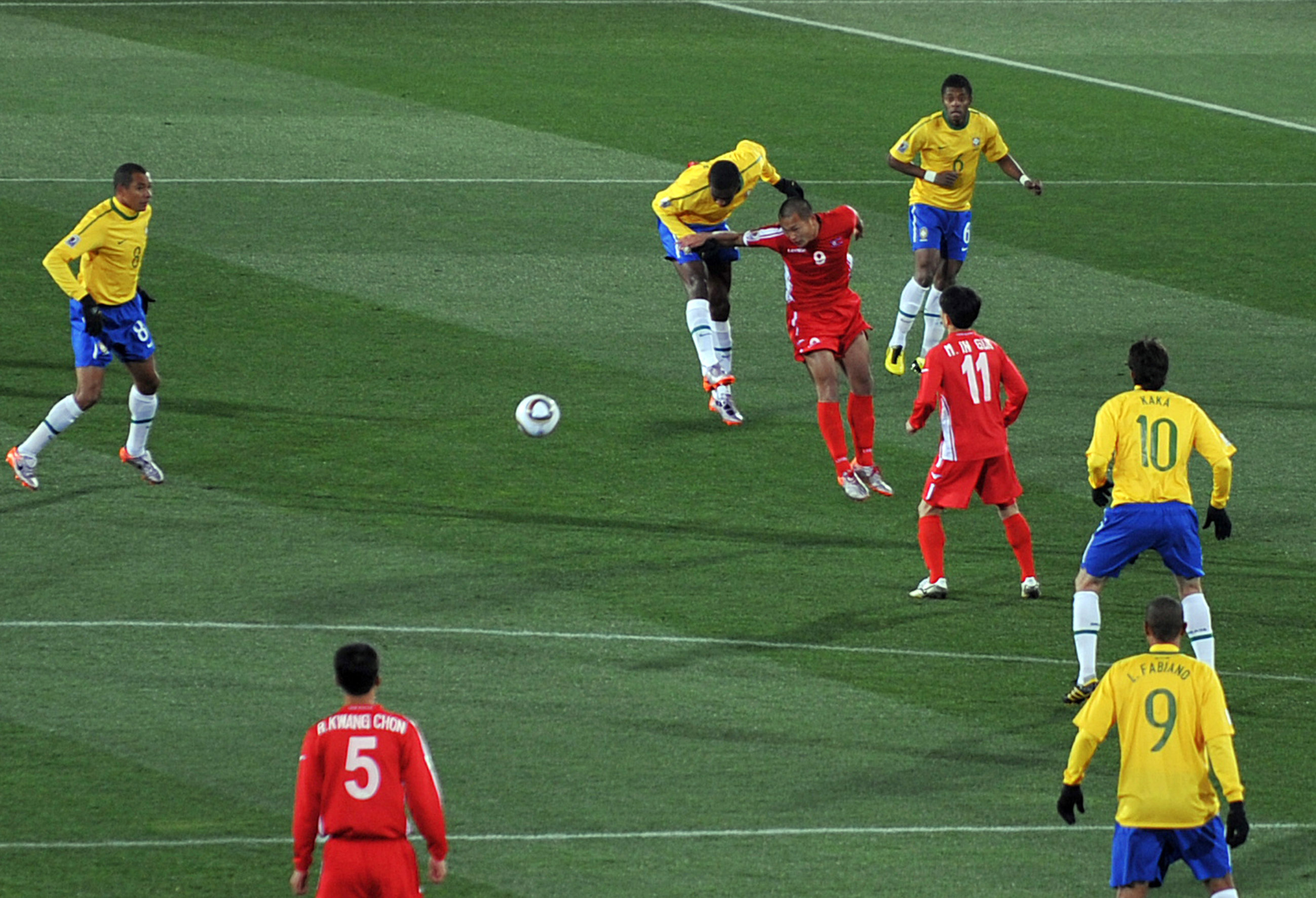
朝鲜参加2010年国际足联世界杯

2010年，朝韩双方均晋级决赛。由于小组赛平局，南北双方至少要到淘汰赛的半决赛才能同场。但最后朝鲜队连输三场，成绩垫底，未能晋级小组赛。

### 国内足球赛
朝鲜确有举办男女国内联赛，而二者都在平壤金日成競技場举行。传统上，男子联赛的主要球队包括四二五、平壤市和鯉明水。
2010年9月，国内足球队与外国足球俱乐部的首场正式友谊赛在金日成竞技场举行。

### 女子足球

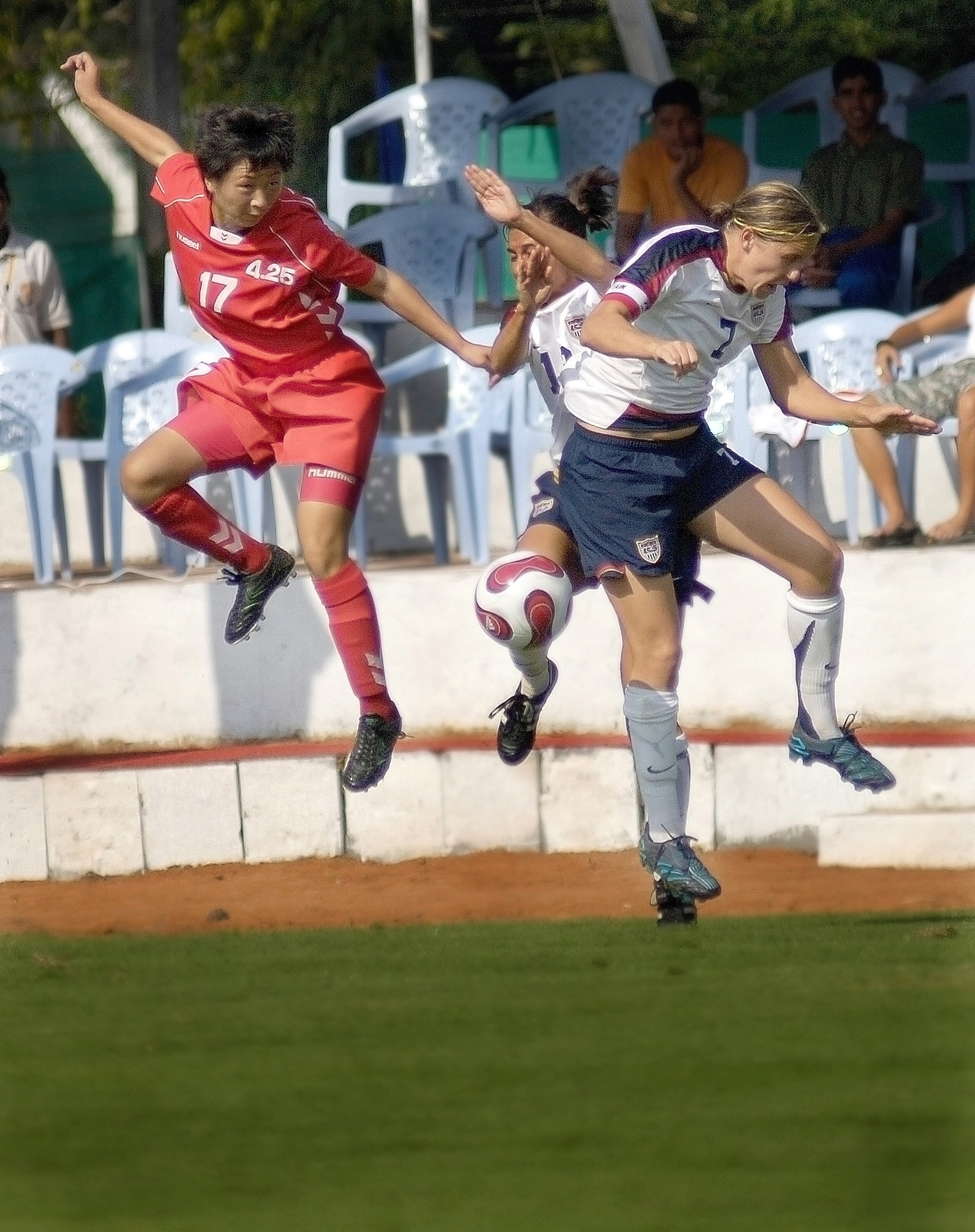
张一玉争球

自1993年以来，朝鲜女足在国际舞台上取得的成绩屡次碾压男足，女足队获得国1999年、2003年、2007年和2011年的国际足联女足世界杯参赛资格。1999年小组赛击败丹麦，2003年击败非洲冠军尼日利亚。女队已经成为亚洲最强的球队之一，在1993年和1997年获得亚军后，又在2001 年和2003年亚足联女足亚洲杯中获得冠军。
2010年9月，米德尔斯堡女子足球队在全朝进行了一系列友谊赛。但事实上他们打了两场职业赛。他们在与四·二五对决时以6比2败北，而他们在与Kalmaegi对决时以5比0败北。此次赛事使米德尔斯堡录得有史以来最大的上座人数：两场比赛各吸引了六千人，打破了之前与阿森纳女足比赛时创下的千人记录。

## 篮球
朝鲜在篮球方面也很活跃，国家男子篮球队代表该国参加国际比赛。
朝鲜现任和前任领导人都以热爱篮球而闻名。有传言宣称金正日拥有迈克尔·乔丹每场比赛的录像，并在2000年收到了马德琳·奥尔布赖特的乔丹签名球。次年，乔丹被正式邀请访问朝鲜，但他拒绝了邀请。
2013年12月，前美国篮球运动员丹尼斯罗德曼在2013年2月访朝期间与金正恩建立“友谊”后帮助该国训练国家队。金正恩曾多次与五届NBA总冠军和名人堂成员会面。

## 冬季运动
短道速滑和花样滑冰是朝鲜最为擅长的冬季運動项目。虽然该国有着多山的地理环境，但冬季奥运会的表现仍然不佳，实属“令人惊讶”。
白头山奖国际花样滑冰节每年举办一次，即使在1990年代朝鲜停办绝大多数国际体育赛事之时，滑冰节也未受影响。

### 冰球
冰球在1950年代经中苏二国传入朝鲜。此后朝鲜开始参与国际赛事。冰球是该国流行的消遣方式。
朝鲜国家冰球队甚少在国际赛事中取胜。朝鲜有一支男子冰球队，在国际冰联的49个会员中排名第45位，而女子冰球队则在三十四个会员中排名第26位。1955年国内冰球联赛开始举行，同年朝鲜冰球协会成立。平壤、开城、江界和南浦等城市设有冰球俱乐部。

## 高尔夫球
朝鲜有一个正在使用的高尔夫球场——平壤高尔夫球场。该球场距离平壤20英里，场地有18个球洞。 2011年，第一届朝鲜业余高尔夫公开赛举行 ，现在该赛事一年举办一次，外国游客亦可观赏。

## 体操

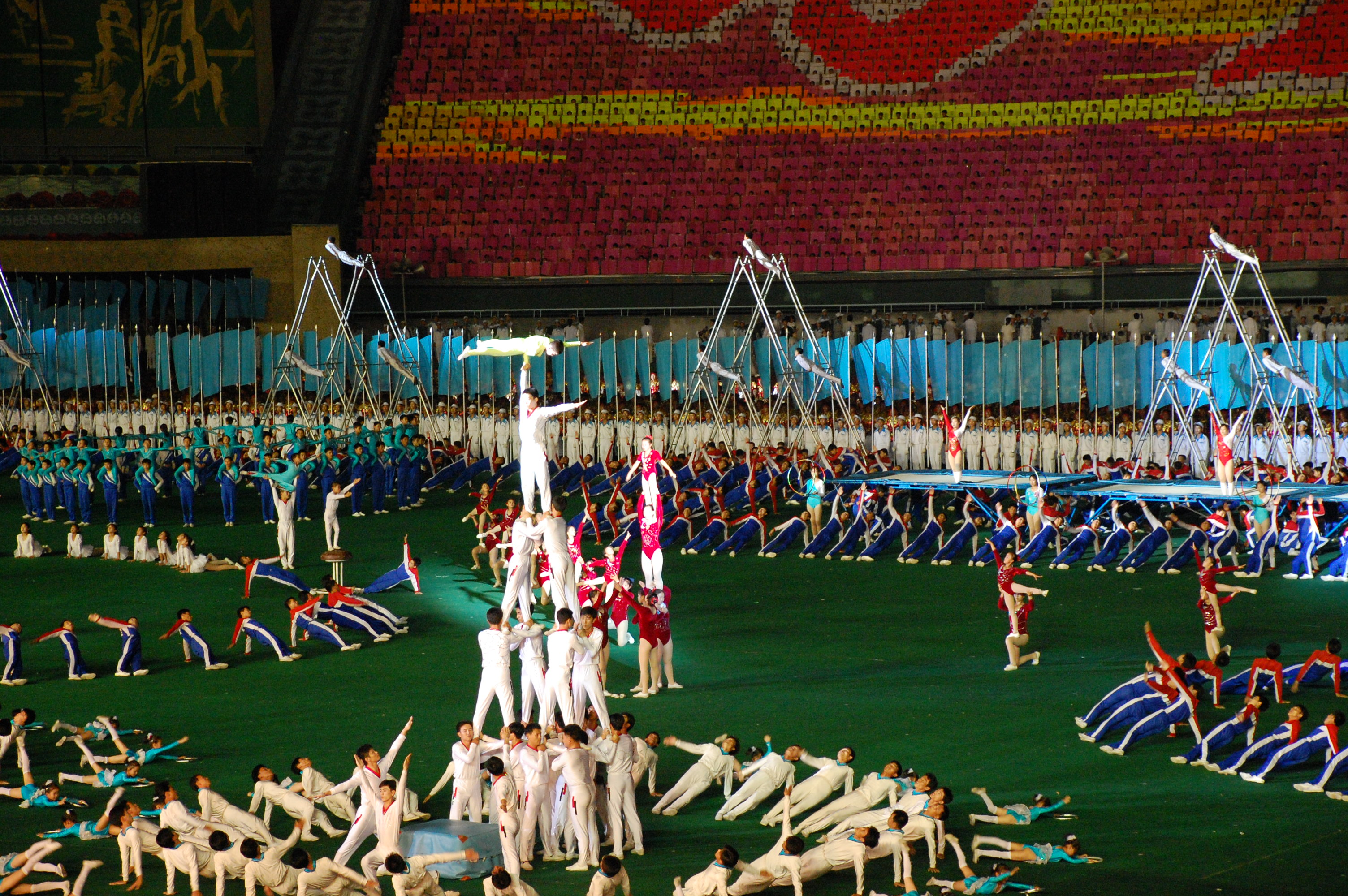
2007年阿里郎节

大型群众体操和艺术表演阿里郎，或作阿里郎团体操或阿里郎节，是指在朝鲜平壤綾羅島5月1日競技場举行的团体操和艺术表演。表演通常在八月和/或九月进行。

## 跆拳道
第20届国际跆拳道联合会世锦赛于2017年在平壤举行。

## 奥运会

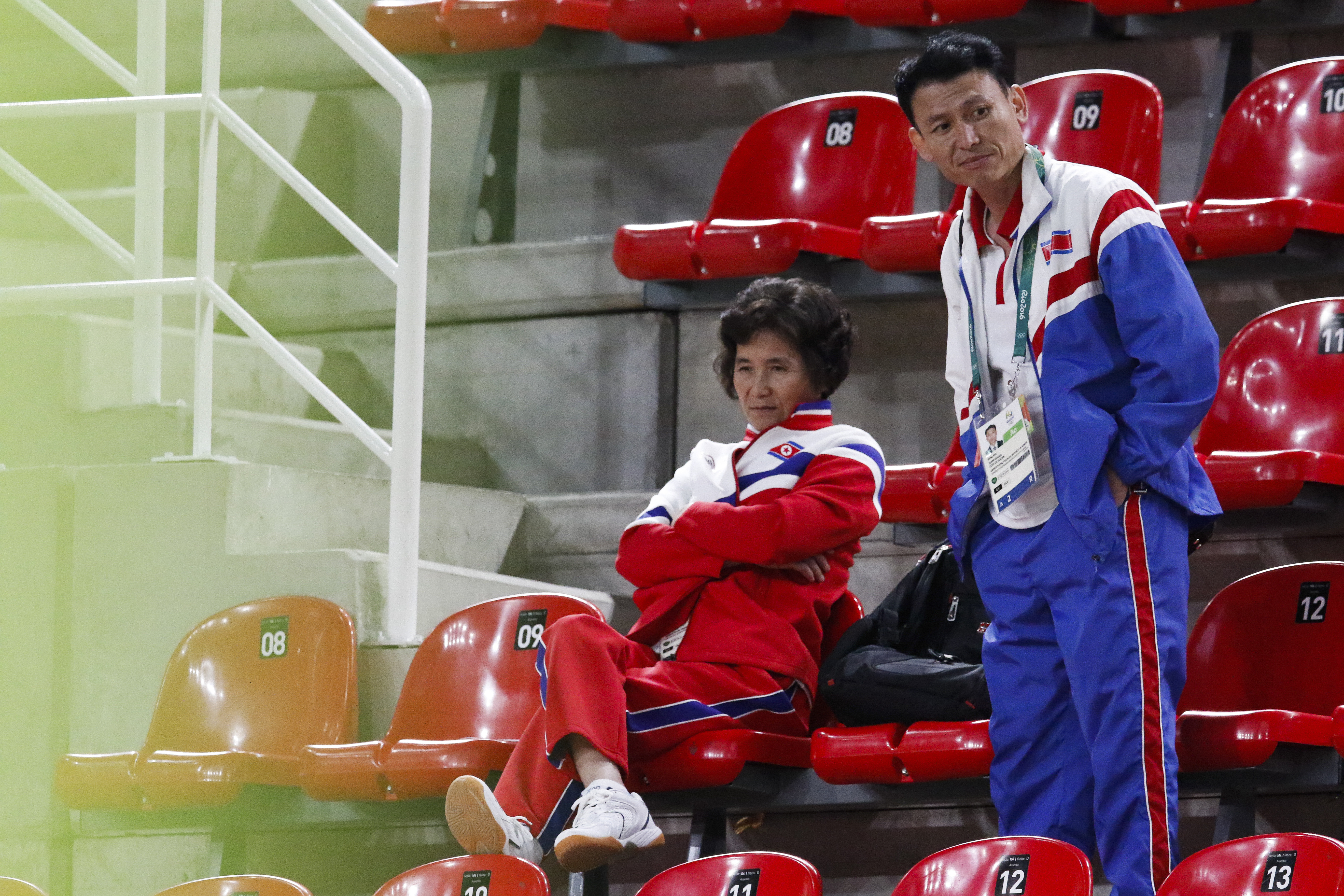
朝鲜人观摩2016年夏季奧林匹克運動會體操比賽训练

在2000年悉尼奥运会和四年后的雅典奥运会上，朝韩双方在统一旗下一起共同参与开幕式和闭幕式，但并未以朝鲜半岛名义联合参与赛事。朝鲜在他们参加的每一届夏季奥运会上都获得了奖牌。
2013年10月，金正恩颁布一项政策，该政策规定获得奖牌的运动员可以获赠一套豪华公寓。该奖项颁发给了在2012年夏季奥运会获得奥运奖牌的严润哲、安琴爱和金银国。

## 亚运会
朝鲜自1974年以来一直参加亚运会。它在1974年、1978年、1982年和1990年排名前五。2018年，朝韩双方的运动员在女子独木舟比赛中以朝鲜半岛的名义夺得了第一枚金牌。